# The Circus Starring Britney Spears
The Circus Starring Britney Spears, včasih imenovana tudi Circus Tour, je šesta koncertna turneja ameriške pevke Britney Spears, s katero je promovirala svoj šesti glasbeni album, Circus. O turneji se je pričelo govoriti že oktobra 2007, po izidu pevkinega petega glasbenega albuma, Blackout; kakorkoli že, turnejo za promocijo tega albuma so iz neznanih razlogov odpovedali. Novo turnejo so uradno potrdili decembra 2008, ko so razkrili tudi datume koncertov v Združenih državah Amerike in Združenem kraljestvu. Oder je bil sestavljen iz treh obročev, ki so bili postavljeni tako, da so spominjali na cirkus. Kostume sta oblikovala modna oblikovalca Dean in Dan Caten. Na oder so postavili tudi velikanski ekran v obliki cilindra, ki je v ozadju prikazoval razne posnetke. Dodatne učinke je urejalo podjetje Solotech. Med drugim aktom se je Britney Spears na odru pridružil tudi čarovnik Ed Alonzo. Na turneji so v glavnem nastopali s pesmimi z albumov In the Zone, Blackout in Circus. Junija 2009 je Britney Spears oznanila, da bo v sklopu turneje prvič nastopila tudi v Avstraliji.
Turnejo so opisali kot »pop ekstravaganzo«. Sestavljena je bila iz petih delov. Britney Spears je med turnejo zaigrala tako voditeljico cirkuških predstav kot sužnjo, vsepovsod pa jo je spremljalo veliko število plesalcev. Prvi akt, House of Fun (Anything Goes), je sestavljalo veliko tem, kot sta čarovništvo in vojna. Končal se je z nastopom z balado, v katerem je Britney Spears v bollywoodskem stilu lebdela v zraku in se držala za dežnik. Drugi akt, imenovan Freakshow/Peepshow je sestavljal video uvod s heavy metal glasbo, nato pa so izvajali razne temne in seksualne točke. Tretji akt, Electro Circ, so sestavljale energične plesne točke, zaključili pa so ga s posnetkom videospotov Britney Spears in nastopom s policijsko temo. Čez turnejo so opravili tudi nekaj sprememb. Veliko pesmi, ki so jih izvajali, so spremenili v remixe; Britney Spears je na določenih evropskih koncertih izvedla pesem »Mannequin«, na nekaterih severnoameriških koncertih pa je nastopila tudi z lastnimi verzijami pesmi Duffy in Alanis Morissette.
Turneji The Circus Starring Britney Spears so glasbeni kritiki dodelili v glavnem pozitivne ocene. Veliko jih je pohvalilo estetiko ter jo pohvalili, saj naj bi bila zelo zabavna, nekateri pa so kritizirali dejstvo, da »ni pela v živo.« Turneja je doživela velik komercialni uspeh in vsega skupaj iztržila 131,8 milijonov $. Veliko vstopnic so prodali že v prvem tednu od izdaje, zaradi česar so sponzorji turneje dodali še več koncertov. Turneja je podrla rekord za največ prodanih vstopnic v mnogih ameriških mestih in vsi koncerti v Severni Ameriki so bili razprodani. Postala je peta najbolje prodajana turneja leta 2009 in peta najbolje prodajana turneja ženske ustvarjalke vseh časov. Na enem izmed avstralskih koncertov je prišlo do velike kontroverznosti, saj so tamkajšnji novinarji pričeli poročati, da je veliko število oboževalcev dvorano zapustilo kar sredi koncerta. Kakorkoli že, predstavniki Britney Spears in sponzorji turneje so to kasneje zanikali.

## Ozadje
9. septembra 2007 je Britney Spears izvedla na podelitvi nagrad MTV Video Music Awards pesem »Gimme More«, glavni singl z njenega petega glasbenega albuma, Blackout (2007). Nazadnje je v živo nastopala na turneji The M+M's Tour maja istega leta. Glasbeni kritiki so zelo kritizirali njeno petje, njeno plesanje in celo njeno garderobo in večkrat so ga označili za najbolj boleč trenutek v njeni karieri. Oktobra 2007 so poročali, da bo Britney Spears začela s turnejo za promocijo albuma in da so že pričeli z avdicijami za spremljevalne plesalce, vendar je založba Jive Records to kasneje zanikala. Februarja 2008 so pričeli s podobnimi govoricami, saj so novinarji trdili, da že nekaj mesecev vadi za turnejo v studijih Millennium v Los Angelesu, Kalifornija. Trdili so tudi, da namerava v naslednjih tednih oditi v Evropo ter tako pričeti s svetovno turnejo. Kakorkoli že, turnejo so resnično načrtovali, vendar so jo iz neznanih razlogov odpovedali. Septembra 2008 je potem, ko je newyorška radijska postaja Z100 premierno predvajala njen singl »Womanizer«, Britney Spears nastopila na nenapovedanem koncertu, kjer je oznanila, da namerava leta 2009 organizirati svetovno turnejo, s katero bo promovirala svoj šesti glasbeni album, Circus (2008). Koncert je sponzoriralo podjetje AEG Live. Bivši vodja organizacije turneje, avstralski koreograf Wade Robson, je dejal, da bodo v sklopu turneje obiskali Združeno kraljestvo, Združene države Amerike in Avstralijo.
Po nastopu v živo v oddaji Good Morning America 2. decembra 2008 je Britney Spears uradno potrdila datume petindvajsetih ameriških koncertov in dveh britanskih koncertov, povedala pa je tudi, da bodo s turnejo pričeli 3. marca 2009 s koncetrom v New Orleansu. Oktobra 2008 so za spremljevalne glasbenike na turneji izbrali glasbeno skupino Pussycat Dolls za koncerte v Severni Ameriki. Menedžer Britney Spears, Larry Rudolph, je trdil, da bo turneja »presenetila ljudi, Britneyjini oboževalci pa je zagotovo ne bodo nikoli pozabili.« Kasneje je dodal: »Celotno turnejo bo izvedla s pospešeno hitrostjo - vse skupaj bo trajalo kakšno uro in pol. Je zelo intenzivno. To je turneja, zelo podobna Britney Spears. Je vse, kar od nje pričakujemo - in več!« 28. aprila 2009 so turneji dodali še evropskih osem koncertov. Naslednjega dne so dodali še štiri koncerte v Rusiji, na Poljskem in v Nemčiji. 9. junija 2009 je oznanila, da bo v sklopu turneje prvič nastopala tudi v Avstraliji, in sicer novembra tistega leta. Britney Spears je dejala: »Že precej časa sem si želela nastopati v Avstraliji in zdaj končno bom. Moja turneja Circus je najboljša turneja do zdaj in komaj čakam, da nastopim za svoje avstralske oboževalce. Kmalu se vidimo!« Naslednjega dne je preko svoje uradne spletne strani oznanila, da se bo vrnila v Severno Ameriko in tam nastopila na še dvajsetih koncertih. Govorilo se je tudi, da bo nekaj koncertov v sklopu turneje The Circus Starring Britney Spears organiziranih tudi v Južni Ameriki, vendar je menedžer Britney Spears, Adam Leber, povedal, da so se za to trudili, vendar tega niso dosegli.

## Razvoj
Oktobra 2008 je Britney Spears za vodjo turneje najela Wadea Robsona, ki je z njo sodeloval že pri turneji Dream Within a Dream Tour; slednji je oznanil, da bodo za turnejo pričeli vaditi januarja 2009. Za kreativno vodjo so najeli njegovo ženo, Amando Robson. Andrea Fuentesa so izbrali za glavnega koreografa. Kakorkoli že, 23. decembra 2008 so oznanili, da so tako Andrea Fuentesa kot Wadea Robsona iz neznanih razlogov zamenjali z Jamiejem Kingom, ki je z Britney Spears sodeloval že pri turneji Oops!... I Did It Again World Tour. Izbral je plesalce in akrobate, ki so nastopili na turneji, Britney Spears pa je izbrala pesmi, ki so jih izvajali na turneji, ter sestavila koreografijo. Jamie King je koncerte opisal kot »seksi, zabavno, eksplozivno in polno presenečenj. Izogibamo se tradicionalnim cirkuškim elementom kot so prave živali in ustvarili smo nekaj inovativnega in vznemerljivega, pri tem pa smo uporabili akrobate, plesalce, luči, ognje in posebne učinke.«. Za glasbenega direktorja so izbrali Simona Ellisa. Produkcijsko oblikovanje je opravilo podjetje Road Rage, natančneje njihovi uslužbenci: Nick Whitehouse, Bryan Leitch, William Baker in Steve Dixon. Osvetljevanje je opravilo podjetje Visual Light, kar sta potrdila Nick Whitehouse in Bryan Leitch. Oder je oblikovalo podjetje Road Rage, ki si je zamislilo oder, sestavljen iz treh obročev. Na oder so postavili še dva satelita, na obeh straneh odra pa sta bili postavljeni dve modni pisti. Oder je sestavilo podjetje Tait Towers, ki je na oder postavilo še devet dvigal. Celotna gradnja je stala 10 milijonov $. Vse pripomočke za sestavo in sestavne dele odra so na prizorišča koncertov pripeljali s 3.000 vozički, na katerih je bilo 32 škatel, obloženih s semišem, da pa so oder sestavili, so potrebovali ekipo z vsaj 150 ljudmi. Nad odrom je bil postavljen ekran v obliki cilindra, sestavljen iz 960 plošč, ki jih je podjetje Solotech vgradilo v okvirje po meri. Ozadje je oblikoval Dirk Decooedt. Posebej za turnejo so posneli tri krajše posnetke: uvod s Perezom Hiltonom, prizor z Britney Spears v videospotu za pesem »Sweet Dreams Are Made of This« Marilyna Mansona ter video zaključek. Vse tri posnetke je ustvarilo podjetje Veneno. Rekvizite, kot so gugalnica, kavči, monocikli, drogovi, zlata kletka in velikanski okvirji za slike, je ustvarilo podjetje ShowFX Inc.; ti so tudi oblikovali VIP ložo ob obhodu odra. Podjetje VYV je zagotovilo nadzor nad posnetki z uporabo dveh fotonskih medijskih strežnikov in dveh fotonskih nadzornikov. Strežnika sta spremljala čas trajanja koncertov in kontrolirala podobe, prikazane na ekranu. Emric Epstein iz podjetja VYV je razložil: »Strežnika in ostala oprema nam zagotavljajo nadzor nad ogromnim številom posnetkov, pregled nad nespojenimi delci pa omogočajo nadzorniki LED. Imamo tudi 3D predogled odra in video ekranov z opremo, ki jo lahko uporabljamo za programiranje arene, ne da bi bili dejansko tam.«
Zvok je zagotovilo podjetje Solotech. Inženir Blake Suib je razložil: »S Solotechom so nas prosili, naj oblikujemo nekaj, kar bi blokiralo kar se da majhno število sedežev, hkrati pa bi bilo najbolj kvalitetno in to je tisto, kar [Britney Spears] pričakuje od nas, kar tudi izdelujemo.« Podjetje 64 Milos je uredilo vseh šestnajst zvočnikov. Na vsakih 50 metrov so postavili dva zvočnika, postavljena v različno smer. Vse pripomočke, ki jih je občinstvo lahko videlo, je oblikovalo podjetje Meyer Sound Laboratories, vključno z opremami Mapp, s katero so nadzirali delovanje ostalih naprav, Simm, s katero so analizirali čas trajanja in Galileo, s katero so vzpostavili ravnovesje po vseh oddelkih. Mikrofoni so delovali sami, sestavilo pa jih je podjetje Meyer Sounds. Zvočnike 24 HP700 ter napravi Simm in Galileo so postavili na tla aren in jih uporabljali istočasno. Britney Spears ni uporabljala monitorja, nameščenega v ušesu; namesto tega so v sredo odra vstavili monitorje znamke 12 Meyer CQ, in sicer na osem lebdečih blošč v središču obroča, ter dva manjša monitorja na manjših odrih. Britney Spears je podjetje Suib prosila, da bi zvok zvenel podobno kot v plesnih klubih. Podjetje Solotech je zagotovilo osvetljevanje, večinoma z lučmi podjetja Vari-Lite, in sicer osemdeset luči VL3000 ter VL3500 in šestdeset luči VL500, vgrajenih v oder. Whitehouse je zagotovil tudi osemnajst luči PRG Bad Boy, od katerih jih je bilo šestnajst vgrajenih na nižje pozicije, dve pa na koncu odra. Pirotehnične učinke je oblikoval Lorenzo Cornacchia iz podjetij Pyrotek Special Effects in Tait Towers.
Britney Spears je razložila, da je bila zato, ker ni promovirala albuma Blackout, še bolj navdušena, ker bo na turneji izvajala pesmi z obeh albumov. Končan seznam predvajanih pesmi sestavljajo tri pesmi z albuma Circus, šest pesmi z albuma Blackout in pet pesmi z albuma In the Zone (2003); poleg tega so vključili tudi skupne nastope s pesmimi »Breathe on Me« in »Touch of My Hand« z albuma In the Zone; in remix pesmi »...Baby One More Time«, edino pesem z istoimenskega albuma (1999), s katero je nastopila na turneji. Pesem »Everytime« je edina pesem, ki so jo izvedli na skoraj vsakem koncertu, vendar je niso vključili na seznam pesmi turneje. Čarovnik Ed Alonzo se je v enem izmed aktov pridružil Britney Spears na odru in pevka je zaigrala njegovo pomočnico. Ed Alonzo je predhodno povedal: »Izvedli bomo nekaj klasičnih trikov ter nekaj malo težjih trikov. Nastopili bomo z malo razkosevanjem, izginjanjem, prikazovanjem in premikanjem — in ko izvedem trik, [Britney Spears] ne drži samo rekvizitov, temveč zleze v velike škatle ali pa jo razrežem. Nekatere stvari so precej strašljive, a nikoli se ji ne zatakne.«
Kostume sta oblikovala Dean in Dan Caten iz podjetja DSquared2. Ustvarila sta klasične cirkuške kostume za klovne, žonglerje in artistke na trapezih, le na bolj provokativen način. Povedala sta:
Sva Britneyjina največja oboževalca in čakala sva na popoln trenutek za sodelovanje z njo. To bo divje. Želela sva ustvariti nekaj bolj provokativnega in nespodobnega ... nekaj živalskega in prvinskega. Sva zelo samozavestna ob svojem delu za turnejo, kar je pravzaprav avtobiografski prispevek nekomu, ki je že od nekdaj v soju žarometov; preučevana, opazovana, posnemana, fotografirana, kritizirana in ljubljena, vse skupaj pa bo postalo velika uspešnica.
Kostume za prvi del turneje so opisali kot metaforske. Pokrivala z gepardjim vzorcem so predstavljala živali. Skunjič in bič sta predstavljala tako voditelja cirkuških predstav kot krotilca levov. Med prvo točko si je Britney Spears snela suknjič in razkrila steznik s kristali Swarovski, mrežaste nogavice in škornje ter nato vstopila v kletko in zaigrala sužnjo. Ob nastopanju s pesmijo »Mannequin« so bili Britney Spears in njeni spremljevalni plesalci oblečeni v črne kavbojke znamke True Religion in rumene majice z okrasnimi kamni, ki jih je oblikovala Britney Spears. V zaodrju so imeli vedno tudi duplikate oblek, za vsak slučaj, če bi prišlo do kakšnih težav. Celotno število kostumov je bilo okoli 350, garderoba pa naj bi imela 150.000 $ vredne kristale Swaroski.

## Koncert
Koncerte so razdelili na več delov z različnimi temami: The Circus, House of Fun (Anything Goes), Freakshow/Peepshow, Electro Circ in zaključek. Koncert se je pričel s posnetkom »Dobrodošli v cirkusu«, video uvodom, v katerem je zaigral Perez Hilton kot kraljica Elizabeta II.. Sredi posnetka se je ekran v obliki cilindra pričel dvigovati in na posnetku se je pojavila Britney Spears, ki je Pereza Hiltona ustrelila s samostrelom, zaradi česar je padel na tla. Na koncu se Britney Spears z bičem v rokah prične oddaljevati od stropa in se s ploščo, oblečena v suknjič, pokrivalo z gepardjim vzorcem ter črne kratke hlače in obuta v škornje z visokimi petami prične spuščati proti tlem. Nato prične z nastopom s pesmijo »Circus«, med katerim so oder zavzeli akrobati, ki so med drugim delali akrobacije na obročih v zraku. Ob koncu nastopa Britney Spears sname svoj suknjič in razkrije steznik s kristali Swaroski. Nato odide na sredo glavnega odra, vse pred njo pa se zadimi. Vstopi v zlato kletko in prične izvajati pesem »Piece of Me«, med tem pa poskuša ubežati svojim spremljevalnim plesalcem iz kletke. Temu je sledila kratka vmesna točka, nastop akrobatov v nevihti. Po vmesni točki je Britney Spears pričela izvajati pesem »Radar«, med nastopom pa so na vseh odrih plesali ob drogovih. Temu je sledila vmesna točka, med katero so njeni spremljevalni plesalci izvajali različne akrobatske točke, v ozadju pa se je predvajal LAZRtagov remix pesmi »Gimme More«. V naslednjem delu koncerta je čarovnik Ed Alonzo zavzel oder in Britney Spears je zaigrala njegovo pomočnico. Medtem ko se je v ozadju predvajala pesem »Ooh Ooh Baby«, je zlezla v velikansko škatlo in čarovnik jo je razrezal na pol. Potem, ko je zlezla iz škatle, je zlezla v drugo škatlo na sredini odra. Ta škatla je eksplodirala, iz nje pa so se vsule bleščice in kasneje so pokazali, da je Britney Spears ušla iz slednje. Nato je Ed Alonzo spustil rdečo zaveso. Britney Spears se je s štirimi spremljevalnimi plesalci vrnila na oder in pričela z nastopom s pesmijo »Hot as Ice«. Naslednja pesem je bila Co-Edov remix pesmi »Boys«. Med nastopom je Britney Spears nosila vojaški kostum, obkrožili pa so jo njeni spremljevalni plesalci, nekateri na kolesih. Na koncu nastopa je z enim izmed svojih moških spremljevalnih plesalcev izvedla vojaško vajo, nato pa pričela nastopati s pesmijo »If U Seek Amy«, med katerim je v rokah držala rožnato kladivo. Po kratki vmesni točki se je Britney Spears vrnila na oder in pričela z bollywoodskim nastopom s pesmijo »Me Against the Music«. Nato je na kratko govorila z občinstvom in nazadnje sedla na velikanski dežnik, ki jo je dvignil v zrak in pričel se je nastop s pesmijo »Everytime«.
Koncert se je nadaljeval s posnetkom različice videospota Marilyna Mansona, »Sweet Dreams«, v katerem se prikaže Britney Spears na klasični zabavi, kjer vsi, razen ona, nosijo maske. Sprogramiran glas je občinstvo pozdravil ob začetku tretjega akta turneje in Britney Spears je prišla nazaj na oder ter pričela izvajati pesmi »Freakshow« in »Get Naked (I Got a Plan)«. Posnetek »Britneyjina vroča linija« so predvajali med točko, ko so klovni izbrali nekoga iz občinstva in ga zafrkavali. Britney Spears se je vrnila na oder in pričela nastopati s pesmijo »Breathe on Me«, kjer je plesala pred velikanskim okvirjem, ter s pesmijo »Touch of My Hand«, v kateri je imela čez oči prevezan trak, medtem pa so jo dvignili v zrak. Četrti del se je začel z uvodom glasbene skupine, nato pa je Britney Spears pričela z nastopom s pesmijo »Do Somethin'«, med katerim je v roki držala pištolo, ki je streljala bleščice. Temu je sledil nastop s pesmijo »I'm a Slave 4 U«, med katerim se je nad njo dvignil velikanski ognjeni obroč. Med vmesno točko »Utrip srca« je vsak izmed plesalcev prikazal nekaj individualnih gibov. Nato je Britney Spears nastopila s pesmijo »Toxic« na odru z raznimi zelenimi lučmi, ki je takrat spominjal na džunglo. Nato je nastopila z remixom pesmi »…Baby One More Time«. Po kratki pavzi se je pričel predvajati posnetek s pesmijo »Break the Ice«, ki pa je vključeval še veliko drugih videospotov pesmi Britney Spears. Nato je Britney Spears, oblečena v policistko, pričela nastopati s pesmijo »Womanizer«. Britney Spears in njeni spremljevalni plesalci so nato zapustili areno in se vrnili z druge strani ter pričeli izvajati pesem »Circus«. Čez turnejo so naredili tudi nekaj sprememb. Med prvim koncertom v New Orleansu je po pesmi »Everytime« izvedla Duffyjino pesem »I'm Scared«. Kakorkoli že, po nastopu sta dve spremljevalni pevki ostali na odru. Kasneje te pesmi niso več izvajali. Pesem »Mannequin« so izvajali na drugem koncertu v Parizu, takoj za pesmijo »Get Naked (I Got a Plan)« s kratko vmesno točko s poudarkom na lučeh. Pesem so izvajali do 26. julija 2009. Z verzijo pesmi »You Oughta Know« Alanis Morissette so od 5. septembra 2009 nastopali na nekaterih severnoameriških koncertih. Poleg tega so na začetku evropskih koncertov izvajali remixe pesmi »Piece of Me«, »Radar«, »Ooh Ooh Baby«, »Do Somethin'«, »I'm a Slave 4 U«, »...Baby One More Time« in »Womanizer«.

## Sprejem kritikov
Po prvem koncertu je turneja prejela v glavnem pozitivne ocene s strani glasbenih kritikov. Stacey Plaisance iz revije Associated Press je napisala, da je turneja »še en odločen korak v pravo smer« in da Britney Spears »nastopa v zelo dobro skoreografiranih točkah«. Ann Powers iz revije Los Angeles Times je napisala: »Kljub temu, da prva točka ni bila tako uspešna, je skoraj zagotovljeno, da bo vse skupaj velika uspešnica.« Jon Caramanica iz revije The New York Times je napisal, da je »[koncert] bolj lasvegaška 
zastrašujoča kompleksnost. Čeprav ne govori veliko, se gdč. Spears zdi sijoča in svobodna.« Dixie Reid iz revije The Sacramento Bee je menil, da je koncert »hipnotiziral občinstvo z veliko produkcijo s posnetki za zabavo (vključno s poljubom Britney Spears in Madonne), konfeti, bleščicami in celo hoduljami. Kdo bi lahko prosil za več? Vsi so se zdeli zadovoljni s cirkusom.« Neil McCormick iz revije The Daily Telegraph je napisal, da je Britney Spears »kraljica produkcije popa in ponovno si pribori svojo diamantno krono z najbolj plastično pop turnejo vseh časov.«
Novinar revije People, Chuck Arnold, je napisal, da Britney Spears »pravzaprav nikoli ni prišla v svojo staro formo [...] Veliko plesalcev je bilo uspešnejših od nje.« Jeff Montgomery iz MTV-ja je tako hvalil kot kritiziral nastop Britney Spears: »Da, dobrodošli v Britneyjinim cirkusom, veliki, glasni, zabavni aferi brez pomena... Izgleda enkratno oblečena v nešteto število oblek in še vedno lahko ustvari najbolje. [...] Okoli nje pa je veliko trženja.« Jane Stevenson iz revije Toronto Sun je nastopu Britney Spears dodelil tri od petih zvezd, saj »se je dogajalo toliko reči -- vključili so borilne veščine, kolesarje, ipd. -- zato ni bilo časa, da bi se osredotočili na to, kako odlična je. [...] Lahko da ni pela v živo (to lahko samo domnevamo) in se premika po odru, vendar v vse skupaj vključi enkratno strast, veselje in razburljivost.« Craig Rosen iz revije The Hollywood Reporter je trdil, da »na koncu Britney in njena družba ustvarijo zabaven spektakel, vendar si nihče ne more pomagati, da ne bi želel, da bi v turnejo vložila več same sebe.« Sean Daly iz revije St. Petersburg Times je napisal: »Ko Britney v sklopu turneje za promocijo albuma Circus zaigra na forumu Times jo veliko ljudi kritizira zaradi njenega uspeha in ne njenih padcev. [...] Vendar smo na koncu vsi zavistni in hvaležni, ljubosumni in veseli. Vsi jo imamo radi in jo sovražimo iz podobnih razlogov.«

## Komercialnost
Teden dni po tem, ko so potrdili turnejo The Circus Britney Spears, so že prodali 400.000 vstopnic za severnoameriške koncerte, zaradi česar so sponzorji turneje dodali še šest koncertov, in sicer v Los Angelesu, Torontu, New Jerseyju, Chicagu, Long Islandu in Anaheimu. Nato so šestim turnejam v Združenem kraljestvu dodali še dva koncerta in v tednu dni so prodali že 100.000 vstopnic. Britney Spears je s koncertom v areni American Airlines podrla rekord za največjo udeleženost, ki ga je prej imela Celine Dion z 18.644 ljudmi. V prvem delu severnoameriške turneje, ki je bil razprodan, so z 20.498 prodanimi vstopnicami zaslužili 61,1 milijonov $, s čimer je postala najbolje prodajana turneja četrtine leta 2009 na celini. Poleg tega je turneja s koncerti v Londonu, Manchestru in Dublinu zaslužila 13 milijonov $ ter z 74,1 milijoni $ postala tretja najbolje prodajana turneja na svetu tistega leta. Koncert Copenhagen v Parkenu je obiskalo 40.000 ljudi, s čimer je postal njen najbolje prodajan koncert po koncertu v Mexico Cityju leta 2002. Tudi drugi del severnoameriških koncertov je bil razprodan, zaslužili so 21,4 milijonov $, s čimer je turneja iztržila že 94 milijonov $. Njene prve tri koncerte v Melbourneu so bile razprodane. S štirimi koncerti v areni Acer v Sydneyju so prodali 66.247 vstopnic, s čimer je postala Britney Spears najbolje prodajana glasbenica tamkajšnje arene. Turnejo je revija Billboard je uvrstila na sedmo mesto svojega seznama 25 najboljših turnej leta 2009, saj naj bi iztržila 94 milijonov $. Kakorkoli že, samo sedemdeset koncertov od sedemindevetdesetih so vpoštevali. S turnejo The Circus Starring Britney Spears je Britney Spears postala enaindvajseta pri turnejah najuspešnejša ustvarjalka desetletja in najmlajša in četrta ženska na seznamu, takoj za Madonno, Celine Dion in Cher. Turneja je v Severni Ameriki postala najbolje prodajana turneja samostojnega glasbenika in četrta najbolje prodajana turneja sploh. Februarja 2010 je podjetje Pollstar izdalo seznam 50 najboljših koncertnih turnej leta 2009. Turnejo so s 131,5 milijoni zasluženimi $ imenovali za peto najbolje prodajano turnejo leta. Maja 2010 je revija Hollyscoop turnejo uvrstila na peto mesto svojega seznama 15 najbolje prodajanih turnej ženskih ustvarjalk vseh časov.

## Kontroverznosti na avstralskih koncertih
Pred avstralskimi koncerti je Virginia Judge, vodja ministrstva za pravično trgovanje Novega južnega Walesa svetovala, naj na vstopnice za koncerte, kjer ne izvajajo pesmi v živo, natisnejo izjavo o omejeni odgovornosti. To pomeni, da bi se izognili kontroverznostim, kot je bila tista na Olimpijskih igrah leta 2008, kjer deklica, ki jih je otvorila, ni pela v živo. Dejala je: »Naj bo jasno - v živo pomeni v živo. Če zapraviš 200 $, si zaslužiš več kot samo filmski odlomek.« Vodja turneje, Steve Dixon, je Britney Spears branil in razložil: »To je pop spektakel, koncert za vse. Prideš zaradi izkušenj. Na koncertu lahko vidimo ogromno stvari, nič na svetu se ne more primerjati s tem. Britney Spears vas bo zabavala in to je tisto, kar si ljudje želijo. In videli bodo pravi spektakel.« Po prvem koncertu v Perthu je novinarka revije The Advertiser, Rebekah Devlin, poročala, da je veliko oboževalcev sredi koncerta zapustilo areno. Bili naj bi »razočarani« in »ogorčeni«, ker Britney Spears ni pela v živo. Avstralski sponzor turneje, Paul Dainty, je o situaciji povedal:
To je največja laž, kar sem jih kdaj slišal. Sem zelo jezen. Lahko krivdo zvalimo na nekaj posameznikov in ljudje turneji takoj dodelijo slabše ocene -- to je nekaj, s čimer moramo živeti -- a vseeno si jezen. Britney se zaveda vsega tega in vse jo zelo jezi. Je človek. Sem osramočen, ker sem s sodelovanjem z Britney pritegnil takšno pozornost, avstralski mediji pa niso niti malo prizanesljivi. Že devet mesecev se vse vrti na internetu, vsi pa delamo na tem, da to prikrijemo. A dogaja se ravno nasprotno. Od koncertov oboževalci pričakujejo spektakel in to tudi dobijo.
Menedžer Britney Spears, Adam Leber, je na svoj Twitter račun napisal: »Na žalost niti eden izmed avstralskih kritikov ni užival v koncertu. K sreči pa je uživalo 18.272 oboževalcev.« Tudi na uradni spletni strani Britney Spears so objavili pohvale oboževalcev. Burswood Dome je izdal izjavo: »Včerajšnji (petkov) koncert je zbral rekordno število oboževalcev, vse skupaj pa je velik dogodek. Zgodnje medijske ocene so bile, da je okoli sto oboževalcev sredi koncerta zapustilo areno, vendar mi nismo dobili nobenih pritožb na račun predstave.« Nazadnje je Britney Spears o situaciji spregovorila z BBC Online. Dejala naj bi: »Slišala sem, da veliko medijev kritizira moje koncerte. Nekaterim je všeč, drugim pa ne. Sem sem prišla zaradi svoje avstralske oboževalce.« Mediji so kritizirali tudi njen koncert v Melbourneu, ko so nekateri oboževalci vstopnice za na koncert preko spleta prodali za samo 99 centov. Kakorkoli že, Paul Dainty je napisal, da lastniki vstopnic niso bili oboževalci Britney Spears: »To so samo dobičkarji. Vstopnico kupijo za 200 $ in domnevajo, da jo bodo, ko bo koncert razprodan, lahko prodali za 500 $.«

## Spremljevalni glasbeniki
- »Don't Cha«
- »Beep«
- »I Don't Need a Man«
- »I Hate This Part«
- »Buttons«
- »Whatcha Think About That«
- »Stickwitu«
- »Jai Ho! (You Are My Destiny)«
- »When I Grow Up«

- Ciara (London)[73]
- Jordin Sparks (Severna Amerika - 2. del) (izbrani koncerti)[74]
- Kristinia DeBarge (Severna Amerika - 2. del) (izbrani koncerti)[75]
- One Call (Severna Amerika - 2. del) (izbrani koncerti)[75]
- Girlicious (Severna Amerika - 1. del) (izbrani koncerti)[75]
- DJ Havana Brown (Evropa in Avstralija) (izbrani koncerti)[76]
- Sliimy (Pariz)[77]
- Cascada (Berlin)[78]
- Big Apple Circus[79]

## Seznam pesmi
1. »Dobrodošli v cirkusu« (video uvod)
2. »Circus«
3. »Piece of Me«
4. »Nevihta« (plesna točka)
5. »Radar«
6. »Točka borilnih veščin« (uvod z nastopom) (vključuje LAZRtagov remix pesmi »Gimme More«)
7. »Ooh Ooh Baby« / »Hot as Ice«
8. »Boys« (Co-Edov remix)
9. »If U Seek Amy«
10. »You Oughta Know« (izvajali med 5. in 18. septembrom 2009)
11. »Me Against the Music« (bollywoodski remix)
12. »Everytime«
13. »I'm Scared« (izvajali 3. marca 2009)
14. »Everybody's Looking for Something« (video uvod) (vključuje elemente pesmi »Sweet Dreams (Are Made of This)«)
15. »Freakshow«
16. »Get Naked (I Got a Plan)«
17. »Mannequin« (izvajali od 5. do 26. julija 2009)
18. »Britneyjina vroča linija« (uvod z nastopom) (vključuje elemente pesmi »Breathe on Me« z odlomki pesmi »Boys«, »I'm a Slave 4 U« in »Gimme More«)
19. »Breathe on Me« / »Touch of My Hand« (s pesmijo »Touch of My Hand« niso nastopili na evropskih, avstrolskih in večini severnoameriških koncertov niso nastopili zaradi poškodbe enega izmed spremljevalnih plesalcev)
20. »Glasbena točka« (točka z glasbeno skupino) (vključuje elemente pesmi »Circus«)
21. »Do Somethin'«
22. »I'm a Slave 4 U«
23. »Utrip srca« (plesna točka) (s pesmimi »Lollipop«, »American Boy«, »Don't Stop the Music« in »Closer«)
24. »Toxic«
25. »...Baby One More Time«
26. »Break the Ice« (video uvod) (vključuje elemente pesmi »Run the Show« z odlomki pesmi »Gimme More« in »I'm a Slave 4 U«)
27. »Womanizer«
28. »Circus« (Zaključek: Lok)

Vir:

## Datumi koncertov
| Severna Amerika       |                 |                         |                                   |
| 3. marec 2009         | New Orleans     | Združene države Amerike | Arena New Orleans                 |
| 5. marec 2009         | Atlanta         | Združene države Amerike | Arena Philips                     |
| 7. marec 2009         | Miami           | Združene države Amerike | Arena American Airlines           |
| 8. marec 2009[A]      | Tampa           | Združene države Amerike | Forum St. Pete Times              |
| 11. marec 2009        | Uniondale       | Združene države Amerike | Nassau Veterans Memorial Coliseum |
| 13. marec 2009        | Newark          | Združene države Amerike | Center Prudential                 |
| 14. marec 2009        | Newark          | Združene države Amerike | Center Prudential                 |
| 16. marec 2009        | Boston          | Združene države Amerike | TD Banknorth Garden               |
| 18. marec 2009        | Toronto         | Kanada                  | Center Air Canada Centre          |
| 19. marec 2009        | Toronto         | Kanada                  | Center Air Canada Centre          |
| 20. marec 2009        | Montreal        | Kanada                  | Center Bell                       |
| 23. marec 2009[B]     | Uniondale       | Združene države Amerike | Nassau Veterans Memorial Coliseum |
| 24. marec 2009        | Washington D.C. | Združene države Amerike | Center Verizon                    |
| 27. marec 2009        | Pittsburgh      | Združene države Amerike | Arena Mellon                      |
| 30. marec 2009        | Houston         | Združene države Amerike | Center Toyota                     |
| 31. marec 2009        | Dallas          | Združene države Amerike | Center American Airlines          |
| 2. april 2009         | Kansas City     | Združene države Amerike | Center Sprint                     |
| 3. april 2009         | Minneapolis     | Združene države Amerike | Center Target                     |
| 6. april 2009         | Edmonton        | Kanada                  | Rexall Place                      |
| 8. april 2009[C]      | Vancouver       | Kanada                  | GM Place                          |
| 9. april 2009         | Tacoma          | Združene države Amerike | Tacoma Dome                       |
| 11. april 2009        | Sacramento      | Združene države Amerike | Arena ARCO                        |
| 12. april 2009        | San Jose        | Združene države Amerike | HP Pavilion at San Jose           |
| 14. april 2009        | Salt Lake City  | Združene države Amerike | Arena EnergySolutions             |
| 16. april 2009        | Los Angeles     | Združene države Amerike | Center Staples                    |
| 17. april 2009        | Los Angeles     | Združene države Amerike | Center Staples                    |
| 19. april 2009        | Anaheim         | Združene države Amerike | Center Honda                      |
| 20. april 2009        | Anaheim         | Združene države Amerike | Center Honda                      |
| 22. april 2009        | Oakland         | Združene države Amerike | Arena Oracle                      |
| 24. april 2009        | Phoenix         | Združene države Amerike | Arena Jobing.com                  |
| 25. april 2009        | Las Vegas       | Združene države Amerike | Arena MGM Grand Garden            |
| 28. april 2009        | Rosemont        | Združene države Amerike | Arena Allstate                    |
| 29. april 2009        | Rosemont        | Združene države Amerike | Arena Allstate                    |
| 30. april 2009        | Columbus        | Združene države Amerike | Center Jerome Schottenstein       |
| 2. maj 2009           | Uncasville      | Združene države Amerike | Arena Mohegan Sun                 |
| 3. maj 2009           | Uncasville      | Združene države Amerike | Arena Mohegan Sun                 |
| 5. maj 2009           | Montreal        | Kanada                  | Center Bell                       |
| Evropa                |                 |                         |                                   |
| June 3, 2009          | London          | Anglija                 | Arena The O2                      |
| 4. junij 2009         | London          | Anglija                 | Arena The O2                      |
| 6. junij 2009         | London          | Anglija                 | Arena The O2                      |
| 7. junij 2009         | London          | Anglija                 | Arena The O2                      |
| 10. junij 2009        | London          | Anglija                 | Arena The O2                      |
| 11. junij 2009        | London          | Anglija                 | Arena The O2                      |
| 13. junij 2009        | London          | Anglija                 | Arena The O2                      |
| 14. junij 2009        | London          | Anglija                 | Arena The O2                      |
| 17. junij 2009        | Manchester      | Anglija                 | Arena Manchester Evening News     |
| 19. junij 2009        | Dublin          | Irska                   | The O2                            |
| 20. junij 2009        | Dublin          | Irska                   | The O2                            |
| 4. julij 2009         | Pariz           | Francija                | Palais Omnisports de Paris-Bercy  |
| 5. julij 2009         | Pariz           | Francija                | Palais Omnisports de Paris-Bercy  |
| 6. julij 2009         | Pariz           | Francija                | Palais Omnisports de Paris-Bercy  |
| 9. julij 2009         | Antwerp         | Belgija                 | Sportpaleis                       |
| 11. julij 2009        | København       | Danska                  | Stadion Parken                    |
| 13. julij 2009        | Stockholm       | Švedska                 | Ericsson Globe                    |
| 14. julij 2009        | Stockholm       | Švedska                 | Ericsson Globe                    |
| 16. julij 2009        | Helsinki        | Finska                  | Arena Hartwall                    |
| 19. julij 2009        | Sankt Peterburg | Rusija                  | Arena Ice Palace                  |
| 21. julij 2009        | Moskva          | Rusija                  | Arena Olympisky                   |
| 26. julij 2009        | Berlin          | Nemčija                 | O2 World                          |
| Severna Amerika       |                 |                         |                                   |
| 20. avgust 2009       | Hamilton        | Kanada                  | Copps Coliseum                    |
| 21. avgust 2009       | Ottawa          | Kanada                  | Scotiabank Place                  |
| 24. avgust 2009       | New York City   | Združene države Amerike | Madison Square Garden             |
| 25. avgust 2009       | New York City   | Združene države Amerike | Madison Square Garden             |
| 26. avgust 2009       | New York City   | Združene države Amerike | Madison Square Garden             |
| 29. avgust 2009       | Boston          | Združene države Amerike | TD Banknorth Garden               |
| 30. avgust 2009       | Filadelfija     | Združene države Amerike | Center Wachovia                   |
| 1. september 2009     | Orlando         | Združene države Amerike | Arena Amway                       |
| 2. september 2009     | Miami           | Združene države Amerike | Arena American Airlines           |
| 4. september 2009     | Atlanta         | Združene države Amerike | Arena Philips                     |
| 5. september 2009     | Greensboro      | Združene države Amerike | Kompleks Greensboro Coliseum      |
| 8. september 2009     | Auburn Hills    | Združene države Amerike | The Palace of Auburn Hills        |
| 9. september 2009     | Rosemont        | Združene države Amerike | Arena Allstate                    |
| 11. september 2009    | Des Moines      | Združene države Amerike | Arena Wells Fargo                 |
| 12. september 2009    | Grand Forks     | Združene države Amerike | Center Alerus                     |
| 15. september 2009    | Tulsa           | Združene države Amerike | Center BOK                        |
| 16. september 2009    | Houston         | Združene države Amerike | Center Toyota                     |
| 18. september 2009    | Dallas          | Združene države Amerike | Center American Airlines          |
| 19. september 2009    | Bossier City    | Združene države Amerike | Center CenturyTel                 |
| 21. september 2009    | El Paso         | Združene države Amerike | Center Don Haskins                |
| 23. september 2009    | Los Angeles     | Združene države Amerike | Center Staples                    |
| 24. september 2009    | San Diego       | Združene države Amerike | Športna arena San Diegu           |
| 26. september 2009    | Las Vegas       | Združene države Amerike | Center Mandalay Bay Events        |
| 29. september 2009[D] | Las Vegas       | Združene države Amerike | Center Mandalay Bay Events        |
| Avstralija            |                 |                         |                                   |
| 6. november 2009      | Perth           | Avstralija              | Burswood Dome                     |
| 7. november 2009      | Perth           | Avstralija              | Burswood Dome                     |
| 11. november 2009     | Melbourne       | Avstralija              | Arena Roda Laverja                |
| 12. november 2009     | Melbourne       | Avstralija              | Arena Roda Laverja                |
| 13. november 2009     | Melbourne       | Avstralija              | Arena Roda Laverja                |
| 16. november 2009     | Sydney          | Avstralija              | Arena Acer                        |
| 17. november 2009     | Sydney          | Avstralija              | Arena Acer                        |
| 19. november 2009     | Sydney          | Avstralija              | Arena Acer                        |
| 20. november 2009     | Sydney          | Avstralija              | Arena Acer                        |
| 22. november 2009     | Brisbane        | Avstralija              | Center Brisbane Entertainment     |
| 24. november 2009     | Brisbane        | Avstralija              | Center Brisbane Entertainment     |
| 25. november 2009     | Brisbane        | Avstralija              | Center Brisbane Entertainment     |
| 27. november 2009     | Melbourne       | Avstralija              | Arena Roda Laverja                |
| 29. november 2009     | Adelaide        | Avstralija              | Center Adelaide Entertainment     |

### Dodatne opombe
- A^ 8. marca 2009 so na koncertu v Tampi, Florida, po končanem nastopu s pesmijo »I'm a Slave 4 U« ugotovili, da je nekdo uničil garderobo Britney Spears. Dejstvo, da so nekatere obleke poškodovane, so ugotovili šele, ko je bila Britney Spears že na odru. Incident so komentirali na številnih blogih, posnetek pa so izdali na YouTubeu, kjer si ga je ogledalo več kot tisoč ljudi.[82]
- B^ 23. marca 2009 na koncertu ni nastopila glasbena skupina Pussycat Dolls, saj je njihova glavna pevka, Nicole Scherzinger, zbolela. Njihove točke so enostavno preskočili.[83]
- C^ Na vancouverskem koncertu 8. aprila 2009 so zaradi težav s prezračevanjem po nastopu s pesmijo »Radar« prenehali nastopati. Preko zvočnika so občinstvu sporočili, da v areni ne smejo kaditi.[84]
- D^ Na lasvegaškem koncertu 27. septembra 2009 so med nastopom s pesmijo »Breathe on Me« na oder iz občinstva potegnili Lancea Bassa.[85]

### Odpovedani in prestavljeni koncerti
- Koncert 26. marca 2009 v Uncasvilleu, Connecticut so prestavili na 3. maja 2009, saj je zmanjkalo časa za prestavljanje opreme iz drugega mesta.[86]
- 24. julija 2009 so koncert v Varšavi, Poljska, iz neznanih razlogov odpovedali. Britney Spears je izdala opravičilo, v katerem je napisala, da ji je zaradi odpovedi zelo žal, da Poljske ne more več obiskati, vendar da bo v bližnji prihodnosti priredila še en koncert v Varšavi.[87]

### Prodaja
| Prizorišče                    | Mesto            | Št. koncerta | Prodane vstopnice / Na voljo  | Dobiček       |
| ----------------------------- | ---------------- | ------------ | ----------------------------- | ------------- |
| Arena New Orleans             | New Orleans      | 1            | 16.810 / 16.810 (100%)        | 1.604.815 $   |
| Arena Philips                 | Atlanta          | 2            | 29.094 / 29.094 (100%)        | 2.350.956 $   |
| Arena American Airlines       | Miami            | 2            | 33.146 / 33.146 (100%)        | 2.846.027 $   |
| Forum St. Pete Times          | Tampa            | 1            | 18.929 / 18.929 (100%)        | 1.818.011 $   |
| Center Prudential             | Newark           | 2            | 33.535 / 33.535 (100%)        | 3.865.005 $   |
| TD Banknorth Gardens          | Boston           | 2            | 36.989 / 36.989 (100%)        | 3,645,692 $   |
| Center Air Canada             | Toronto          | 2            | 37.912 / 37.912 (100%)        | 3.714.316 $   |
| Center Bell                   | Montreal         | 2            | 34.709 / 34.709 (100%)        | 2.834.097 $   |
| Nassau Coliseum               | Uniondale        | 2            | 33.549 / 33.549 (100%)        | 3.623.790 $   |
| Center Verizon                | Washington, D.C. | 1            | 18.160 / 18.160 (100%)        | 1.859.147 $   |
| Arena Mellon                  | Pittsburgh       | 1            | 16.146 / 16.146 (100%)        | 1.553.944 $   |
| Center Toyota                 | Houston          | 2            | 34.951 / 34.951 (100%)        | 3.488.360 $   |
| Center American Airlines      | Dallas           | 2            | 35.243 / 35.243 (100%)        | 4.129.863 $   |
| Center Sprint                 | Kansas City      | 1            | 16.872 / 16.872 (100%)        | 1.567.486 $   |
| Center Target                 | Minneapolis      | 1            | 17.694 / 17.694 (100%)        | 1.420.032 $   |
| Rexall Place                  | Edmonton         | 1            | 17.109 / 17.109 (100%)        | 1.422.220 $   |
| GM Place                      | Vancouver        | 1            | 18.040 / 18.040 (100%)        | 1.552.132 $   |
| Tacoma Dome                   | Tacoma           | 1            | 21.828 / 21.828 (100%)        | 1.694.410 $   |
| Arena Arco                    | Sacramento       | 1            | 15.975 / 15.975 (100%)        | 1.293.323 v   |
| HP Pavilion at San Jose       | San Jose         | 1            | 17.053 / 17.053 (100%)        | 1.834.352 $   |
| Arena EnergySolutions         | Salt Lake City   | 1            | 17.095 / 17.095 (100%)        | 1.076.551 $   |
| Center Staples                | Los Angeles      | 3            | 52.448 / 52.448 (100%)        | 5.225.599 $   |
| Center Honda                  | Anaheim          | 2            | 32.582 / 32.582 (100%)        | 3.081.963 $   |
| Arena Oracle                  | Oakland          | 1            | 17.694 / 17.694 (100%)        | 1.310.285 $   |
| Arena Allstate                | Rosemont         | 3            | 48.637 / 48.637 (100%)        | 3.917.002 $   |
| MGM Grand Garden              | Las Vegas        | 3            | 34.527 / 34.527 (100%)        | 4.195.210 $   |
| Arena Mohegan Sun             | Uncasville       | 1            | 18.611 / 18.611 (100%)        | 2.349.446 $   |
| Arena Jobing.com              | Phoenix          | 1            | 17.005 / 17.005 (100%)        | 1.769.063 $   |
| Center Schottenstein          | Columbus         | 1            | 17.221 / 17.221 (100%)        | 1.434.383 $   |
| Arena O2                      | London           | 8            | 143.840 / 143.840 (100%)      | 9.959.306 $   |
| Stadion Parken                | Copenhagen       | 1            | 44.821 / 44.821 (100%)        | 4.928.523 $   |
| Copps Coliseum                | Hamilton         | 1            | 16.629 / 16.629 (100%)        | 943.852 $     |
| Scotiabank Place              | Ottawa           | 1            | 15.883 / 15.883 (100%)        | 1.071.229 $   |
| Madison Square Garden         | New York         | 3            | 53.356 / 53.356 (100%)        | 3.814.089 $   |
| Center Wachovia               | Philadelphia     | 1            | 17.641 / 17.641 (100%)        | 1.165.725 $   |
| Arena Amway                   | Orlando          | 1            | 16.408 / 16.408 (100%)        | 687.437 $     |
| Greensboro Coliseum           | Greensboro       | 1            | 10.813 / 10.813 (100%)        | 559.862 $     |
| Palace of Auburn Hills        | Detroit          | 1            | 12.572 / 12.572 (100%)        | 935.772 $     |
| Arena Wells Fargo             | Des Moines       | 1            | 10.397 / 10.397 (100%)        | 525.479 $     |
| Center Alerus                 | Grand Forks      | 1            | 12.713 / 12.713 (100%)        | 849.983 $     |
| Center BOK                    | Tulsa            | 1            | 16.930 / 16.930 (100%)        | 794.596 $     |
| Center CenturyTel             | Bossier City     | 1            | 10.240 / 10.240 (100%)        | 610.818 $     |
| Center Don Haskins            | El Paso          | 1            | 11.531 / 11.531 (100%)        | 928.907 $     |
| Športna arena v San Diegu     | San Diego        | 1            | 11.845 / 11.845 (100%)        | 608.300 $     |
| Burswood Dome                 | Perth            | 1            | 18.272 / 18.272 (100%)        |               |
| Arena Acer                    | Sydney           | 4            | 66.247 / 69.640 (96%)         | 9.085.822 $   |
| Center Brisbane Entertainment | Brisbane         | 3            | 29.457 / 39.876 (74%)         | 4.053.770 $   |
|                               | VSE SKUPAJ       | 77 / 97      | 1.235.373 / 1.253.508 (98,6%) | 206.172.427 $ |